# Neonella minuta
Neonella minuta là một loài nhện trong họ Salticidae.
Loài này thuộc chi Neonella. Neonella minuta được María Elena Galiano miêu tả năm 1965.